# Marek Orkisz
Marek Zbigniew Orkisz (ur. 4 sierpnia 1956 w Jędrzejowie) – pułkownik rezerwy Sił Powietrznych RP, prof. dr hab. inż.

## Dziedzina / dyscyplina
Nauki techniczne w zakresie: budowa i eksploatacja maszyn, mechanika, transport; specjalności: technika lotnicza, silniki lotnicze, transport lotniczy, konstrukcja samolotów i silników lotniczych, bezzałogowe statki powietrzne;

## Wykształcenie
- 1981 – mgr. inż. – Wojskowa Akademia Techniczna
- 1985 – dr – Wojskowa Akademia Techniczna
- 1991 – dr hab. – Wojskowa Akademia Techniczna
- 1999 – profesor

## Miejsce pracy
- Politechnika Rzeszowska im. Ignacego Łukasiewicza, Wydział Budowy Maszyn i Lotnictwa, Katedra Samolotów i Silników Lotniczych, ul. Powstańców Warszawy 8, 35-959 Rzeszów

## Stanowiska
- 1981–2002 – kierownik Katedry Techniki Lotniczej WSOSP, od wykładowcy do profesora zwyczajnego
- 1999–2001 – profesor Instytut Lotnictwa
- od 1996 – kierownik Katedry Samolotów i Silników Lotniczych, profesor zwyczajny
- 2009–2009 – specjalista wiodący ds. napędów WSK „PZL Świdnik”
- 2002–2005 – dziekan Wydziału Budowy Maszyn i Lotnictwa Politechniki Rzeszowskiej
- 2008–2012 – prorektor ds. rozwoju Politechniki Rzeszowskiej
- 2012–2016 – rektor Politechniki Rzeszowskiej

Autor 120 publikacji 6 książek i 2 patentów, promotor 6 doktoratów.

## Wyróżnienia
- Krzyż Oficerski (2011) i Kawalerski Orderu Odrodzenia Polski (1999)
- Złoty i Brązowy Krzyż Zasługi – 1993, 1988
- Medal Komisji Edukacji Narodowej – 1997
- Złoty, Srebrny i Brązowy Medal Za Zasługi dla Obronności Kraju – 2000,1992,1987
- Srebrny i Brązowy Medal Siły Zbrojne w Służbie Ojczyzny – 1990,1985
- Laureat Turnieju Młodych Mistrzów Techniki (NOT) – 1980
- Wyróżnienie Głównego Inspektora Techniki WP – 1981
- Nagroda Rektora WAT – 1979, 1980, 1991
- Nagroda Rektora WSOSP – 1988, 1991, 1997, 2001
- Nagroda Rektora PRz – I st. – 2000, II st. – 2003, 2009, 2010
- Odznaka i tytuł - Zasłużony Działacz Lotnictwa Sportowego - 2016[1]

## Organizacje
- Sekcja Technicznych Środków Transportu Komitetu Transportu PAN – członek 1996
- Komisja Fizyki Stosowanej i Techniki przy Oddziale PAN w Lublinie – członek 2000
- Sekcja Spalania Komitetu Termodynamiki i Spalania PAN – członek 1999–2006; Polski Instytut Spalania – członek 1999
- Polskie Towarzystwo Wiropłatowe – członek 1992
- Polskie Towarzystwo Naukowe Motoryzacji – członek 2000
- Lubelska Komisja Polskiego Naukowo-Technicznego Towarzystwa Eksploatacyjnego – członek, wiceprzewodniczący 1992
- Polskie Towarzystwo Bezpieczeństwa i Niezawodności – członek 1999
- Polskie Naukowe Towarzystwo Silników Spalinowych – członek 2002
- Rada Wyższego Szkolnictwa Wojskowego i Nauki – członek 1997–2004
- Senat Wyższej Szkoły Oficerskiej Sił Powietrznych – wiceprzewodniczący 1995–2004
- Rada Naukowa Wydziału Budowy Maszyn i Lotnictwa Politechniki Rzeszowskiej – przewodniczący, członek 1996
- Rada Naukowa Instytutu Lotnictwa w Warszawie – wiceprzewodniczący, członek 1999 (nadal)
- Rada Naukowa Instytutu Technicznego Wojsk Lotniczych – członek 2008
- Rada Naukowa Wojskowego Instytutu Technicznego Uzbrojenia – 2008 – 2011
- Rada Naukowa Leteckej Fakulty Technickej Univerzity v Kosiciach – członek 2010 (nadal)
- Rada Partnerów Centrum Zaawansowanych Technologii „Aeronet – Dolina Lotnicza” – przewodniczący od 2004 (nadal)
- Rada Naukowa Śląskiego Centrum Naukowo – Technologiczne Przemysłu Lotniczego – członek od 2009 (nadal); Senat Politechniki Rzeszowskiej – członek od 2002
- Rada Nauki Ministra Nauki i Szkolnictwa Wojskowego Zespół Badań na Rzecz Obronności i Bezpieczeństwa – członek 2004–2010

## Inne
Zarządzanie funduszami europejskimi, kontrola zarządcza, kierownik i/lub realizator 21 projektów badawczych (własnych, promotorskich, rozwojowych, Inicjatywy Technologicznej, 7 Programu Ramowego UE, Funduszy Strukturalnych).